# Berchères-Saint-Germain
Berchères-Saint-Germain is een gemeente in het Franse departement Eure-et-Loir (regio Centre-Val de Loire) en telt 682 inwoners (1999). De plaats maakt deel uit van het arrondissement Chartres.

## Geografie
De oppervlakte van Berchères-Saint-Germain bedraagt 28,3 km², de bevolkingsdichtheid is 24,1 inwoners per km².
De onderstaande kaart toont de ligging van Berchères-Saint-Germain met de belangrijkste infrastructuur en aangrenzende gemeenten.

## Demografie
Onderstaande figuur toont het verloop van het inwonertal (bron: INSEE-tellingen).